# Piękni dwudziestoletni
Piękni dwudziestoletni – autobiografia Marka Hłaski wydana w 1966 w Paryżu przez Instytut Literacki. Książka ukazała się jako CXXVIII tom Biblioteki „Kultury”.
Formalnie jest to autobiografia, lecz w istocie bliżej temu utworowi do literackiej autokreacji. Traktowana ściśle jako autobiografia przyczyniła się do utrwalenia mitów dotyczących Hłaski.
W komunistycznej Polsce, gdzie po 1958 roku skazano Hłaskę na przemilczenie, utwór nie mógł ukazać się. Miał zostać wydany w 1985 roku nakładem wydawnictwa „Czytelnik”, jednak ingerencja cenzury przekraczała objętością tekst, który mógłby zostać wydrukowany. Wreszcie Piękni dwudziestoletni ukazali się w Polsce w 1988 r. nakładem Wydawnictwa Alfa.
Uchodzi za jedną z najlepszych książek Hłaski.
Do tytułu Pięknych dwudziestoletnich nawiązała Agnieszka Osiecka w tytule książki Szpetni czterdziestoletni (1985), Andrzej Czyżewski w tytule biografii Marka Hłaski Piękny dwudziestoletni (2000) oraz Tomasz Organek w tekście piosenki Wiosna („Jesteśmy piękni, trzydziestoletni”).
Tytuł „Piękni Dwudziestoletni” nosi także festiwal filmowy „Piękni Dwudziestoletni – Festiwal Młodego Kina”.